# Akvarist
En akvarist er en person, der passer et akvarium.
Denne person kan enten passe et akvarium som arbejde i en dyrehandel eller andet sted, eller personen kan have det som hobby derhjemme. Som hovedregel betragtes folk med interesse for akvariehobbyen som akvarister og der findes adskillige akvarieklubber og akvarieforeninger hvor akvarister mødes og udveksler erfaringer og meninger om deres hobby.
En akvarist er ikke en faglært, men en betegnelse af en person på samme måde som en motionist. En god akvarist vil gennem sit arbejde med pasning af akvarier, lære sig basal viden inden for kemi, biologi og genetik.